# Nichelino
Nichelino (Ël Niclin in piemontese) è un comune italiano di 45 690 abitanti della città metropolitana di Torino in Piemonte, situato nell'area metropolitana di Torino a circa 5 km a sud dal capoluogo piemontese. Il 17 gennaio 2000 un decreto del Presidente della Repubblica Carlo Azeglio Ciampi ha assegnato ufficialmente a Nichelino il titolo di Città.
Il monumento più importante della città è la prestigiosa Palazzina di caccia di Stupinigi, residenza eretta per i Savoia fra il 1729 e il 1733 su progetto dell'architetto Filippo Juvarra, oggi facente parte del circuito delle residenze sabaude in Piemonte che nel 1997 è stato proclamato patrimonio dell'umanità dall'UNESCO.

## Geografia fisica

### Territorio
Situato alle porte meridionali di Torino, Nichelino è separato dal capoluogo piemontese a nord dal quartiere Mirafiori Sud grazie al percorso del torrente Sangone. La superficie del Comune è di circa 20,64 km² con costituzione geologica uniforme, di natura alluvionale. Nichelino infatti, si trova in un territorio totalmente pianeggiante, in prossimità delle confluenze dei torrenti Chisola e Sangone nel fiume Po, presso la vicina Moncalieri, a est del comune. A ovest invece, confina con frazione Borgaretto di Beinasco, attraverso la prestigiosa Palazzina di caccia di Stupinigi, che confina anche con il comune di Orbassano, mentre a sud confina con frazione Garino di Vinovo. Il centro abitato è attraversato dal 45º parallelo, la linea equidistante fra il Polo nord e l'Equatore.

## Storia

### Fino al XVI secolo
In epoca romana la zona è un punto di passaggio sulla via delle Alpi e della Francia, poi le prime fonti storiche certe citano Nichelino come borgo della vicina Moncalieri. Carte antiche registrano le terre lungo il Sangone tra i possedimenti della potente vicina di casa e le citazioni ricorrono fino al Seicento quando la famiglia Occelli pone le basi per costruire il proprio prestigio e riscattare la futura città. Intanto la peste è la sciagurata protagonista delle cronache alla fine del 1500. Il primo caso documentato è registrato nel 1586 nel Palazzo Darmelli e proprio la borgata Palazzo è bollata come epicentro dell'epidemia. Furono venti i sospetti untori imprigionati e condannati a morte, giustiziati in piazza Castello a Torino. Il morbo impera e sarà debellato solo alla fine del 1600.

### XVII secolo
La famiglia Occelli, di origine cuneesi, compare sulle scene torinesi nella seconda metà del Cinquecento. La prima data certa che li lega a Nichelino risale all'acquisto del castello. È il 22 giugno 1694 quando Vittorio Amedeo II concede la Regia Patente al conte Niccolò Manfredo Occelli e ai suoi eredi, portando alla nascita del "Feudo di Nichilino". Per fregiarsi del titolo di Conti di Nicolino gli Occelli versano alle casse reali "lire dieci milla". Il feudo, il titolo nobiliare, l'amministrazione della giustizia, i diritti in tema di caccia e pesca del Sangone, l'organizzazione delle attività agricole, la definizione di pedaggi sono i privilegi conquistati grazie alla posizione finanziaria della famiglia. L'infeudazione ufficiale risale al 21 agosto dello stesso anno. Il 14 luglio 1705, mentre imperversa la guerra contro la Francia, con un versamento di "lire mille" alle Regie Casse il conte si vede riconoscere il diritto di nomina dei sindaci. L'epoca d'oro dei rapporti con gli Occelli e Nichelino però tramonta con il conte Niccolò Manfredo. Alla sua morte il legame si sfilaccia e all'orizzonte si affaccia la supremazia degli Umoglio, conti della Vernea e di Pramollo.

### XVIII - XIX secolo
La morte di Niccolò Manfredo Occelli spiana agli Umoglio, la famiglia rivale, la strada delle cariche pubbliche, che i signori della Vernea gestiranno nei primi decenni dell'Ottocento. Il secolo che vede gli Umoglio al potere tramonta, a Nichelino come in tutto il Piemonte, tra echi francesi. L'annessione alla Francia porta nelle pubbliche amministrazioni usi e costumi francesi. Le alterne vicende storiche che legano il territorio sabaudo ai francesi non inficiano il potere locale degli Umoglio e, nel 1833, la carica di sindaco è in mano loro. Nel 1824 s'insedia nel territorio nichelinese l'Arma dei Carabinieri, istituita da Vittorio Emanuele I il 13 luglio 1814. Quanto al resto, delle vicende ottocentesche nichelinesi restano labili tracce confuse negli avvenimenti torinesi. Tra i fatti che i documenti tramandano c'è la nuova dislocazione del cimitero, che nel 1836 è spostato dall'attuale centro città al rondò tra Via della Rimembranza e Via Pateri. Degne di nota il debutto sulla scena cittadina delle maestre donne, che nel 1854 affiancano i sacerdoti cui era tradizionalmente affidato l'insegnamento. Il 27 luglio 1854 Nichelino saluta il passaggio del primo treno sulla linea ferroviaria Torino - Pinerolo.

### XX secolo

#### Le due guerre mondiali
Il Novecento è tristemente caratterizzato dall'escalation di fatti che culminano in due guerre mondiali che non danno tregua all'Europa. Nella Nichelino, a forte vocazione agricola, la vita scorre come riflesso di quanto avviene nel resto d'Italia e del primo conflitto non restano tante testimonianze.
Il 15 maggio 1939, quando già incombe la seconda guerra mondiale, Benito Mussolini in visita a Torino attraversa Nichelino. I sospetti antifascisti, fin dal giorno prima, vengono preventivamente incarcerati per due notti. Intanto i drammatici episodi dello scontro mondiale non risparmiano la città: bombardamenti, rastrellamenti ed eccidi sono all'ordine del giorno, mentre lievitano i fermenti che porteranno anche qui alla Resistenza.
Il 30 novembre 1942 un bombardiere inglese precipita sul centro della città, distruggendo un intero palazzo, con un bilancio di venti vittime civili più gli otto aviatori rimasti intrappolati nelle lamiere: una lapide in via S. Francesco d'Assisi ricorda il tragico episodio.
La fine della guerra vede la nomina a sindaco di Rodolfo Camandona, prima fascia tricolore della Nichelino liberata, nominato dal Comitato di Liberazione Nazionale nel 1945.

#### Immigrazione e lotte operaie
Archiviata la seconda guerra mondiale, si fa strada il boom economico e, anche se la città non si distingue per le cronache, il suo destino e la sua futura reputazione ne sono fortemente influenzati.
Città satellite di Torino, il territorio esplode sotto la spinta della massiccia immigrazione attirata dalla FIAT che è una potente calamita per chi cerca lavoro. L'etichetta di "dormitorio operaio" affonda qui le sue radici e la città sarà costretta a confrontarsi con questo marchio fino alla fine del secolo.

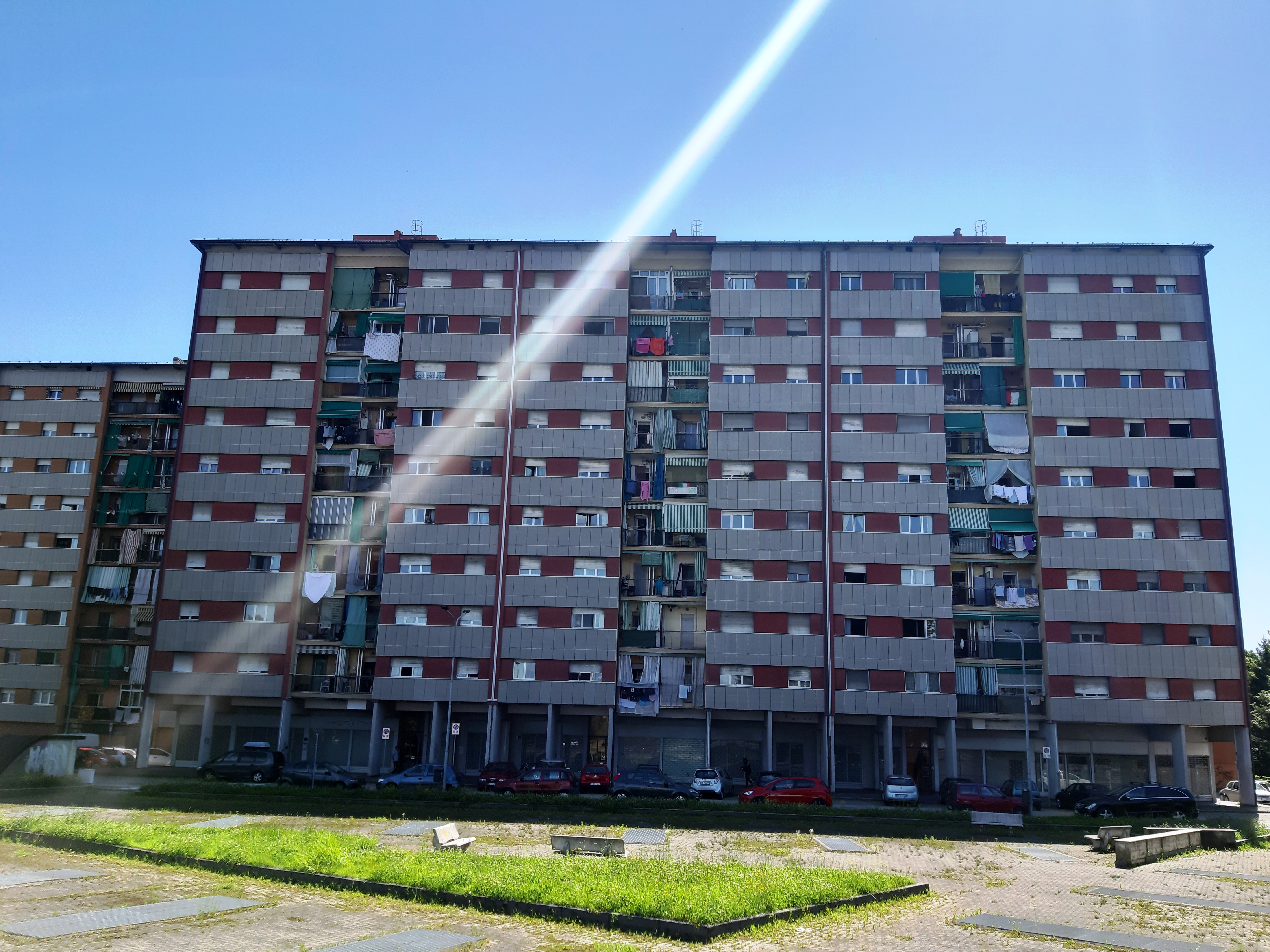
Case popolari a Nichelino

Nel corso di 10 anni, dal 1950 al 1960, le statistiche della popolazione registrano un incremento significativo e i residenti passano dai 7.257 del 1951 a 14.907 del 1961, ma la vera impennata va dagli anni sessanta ai settanta con 44.837 residenti nel 1971 e il picco nel 1974 quando l'esplosione demografica porta la popolazione alle soglie delle 50.000 persone.
L'impegno degli anni a venire è dedicato a dotare il territorio dei servizi necessari per trasformare l'antico paese in moderna cittadina. La richiesta da parte della gente è pressante.
Il 12 giugno 1969 operai, studenti e associazioni di inquilini firmano un volantino per sostenere la formazione di comitati nati per rifiutare gli aumenti degli affitti, sostenere la discussione nelle fabbriche e formare comitati di lotta. È la legittimazione di un malcontento destinato a sfociare in una protesta che farà da apripista in tutta Italia. Prende corpo a Nichelino la battaglia per la casa che si amplificherà fino a portare all'approvazione degli affitti ad equo canone.
La richiesta di case è pressante, altrettanto incombente è il potere di chi ne possiede e può minacciare sfratti. Venerdì 13 giugno 1969 viene occupata la sala del Consiglio del Municipio cittadino e i manifestanti tengono il presidio per 13 giorni. Il "colpo di mano" indetto dal movimento studentesco e dai rappresentanti locali del Partito Comunista, mira a ottenere il blocco degli affitti. Infine, il comune di Nichelino annuncia la costituzione di un servizio di assistenza gratuito agli inquilini e s'impegna a realizzare abitazioni popolari.

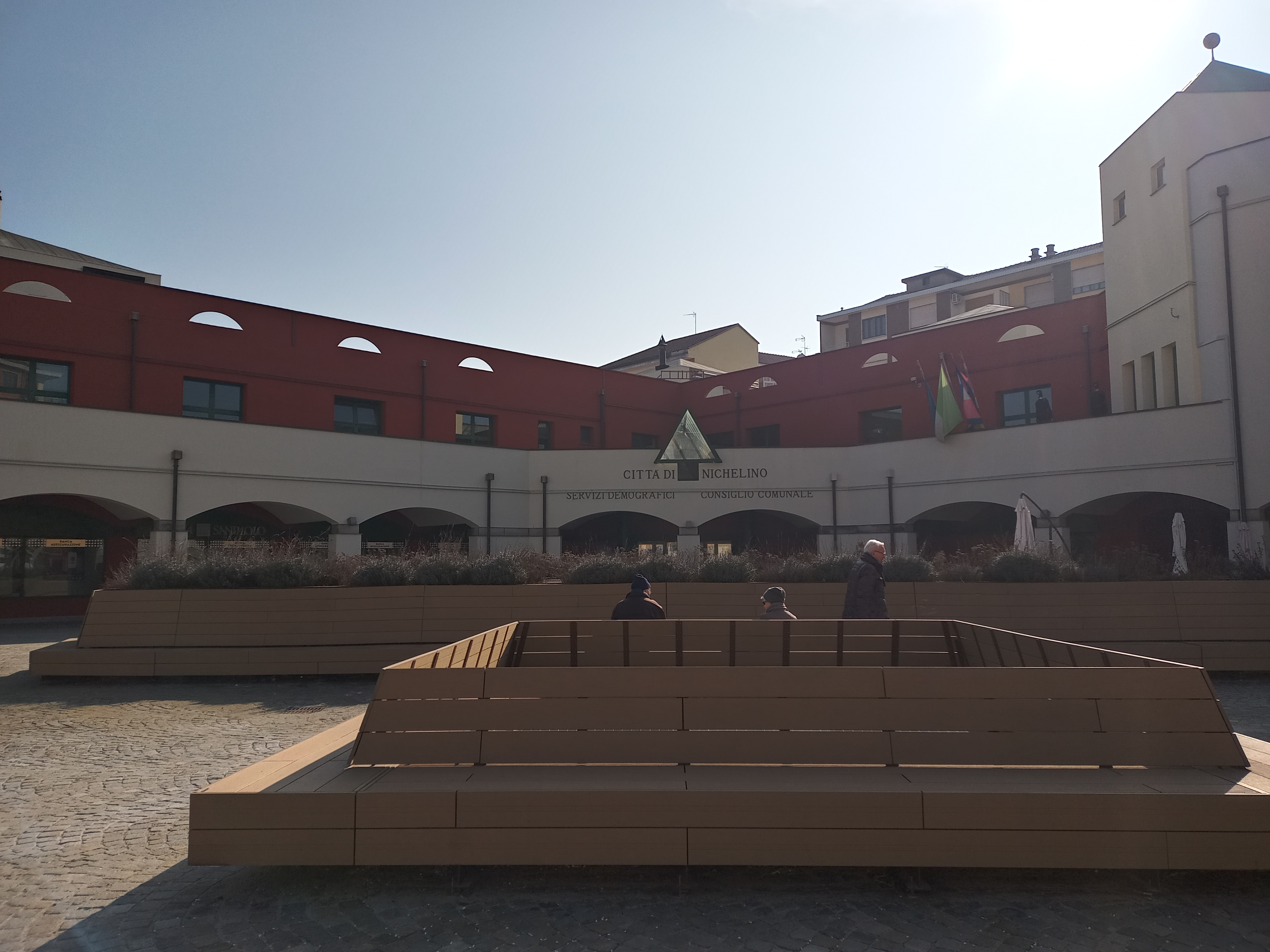
Servizio demografici e consiglio comunale di Nichelino

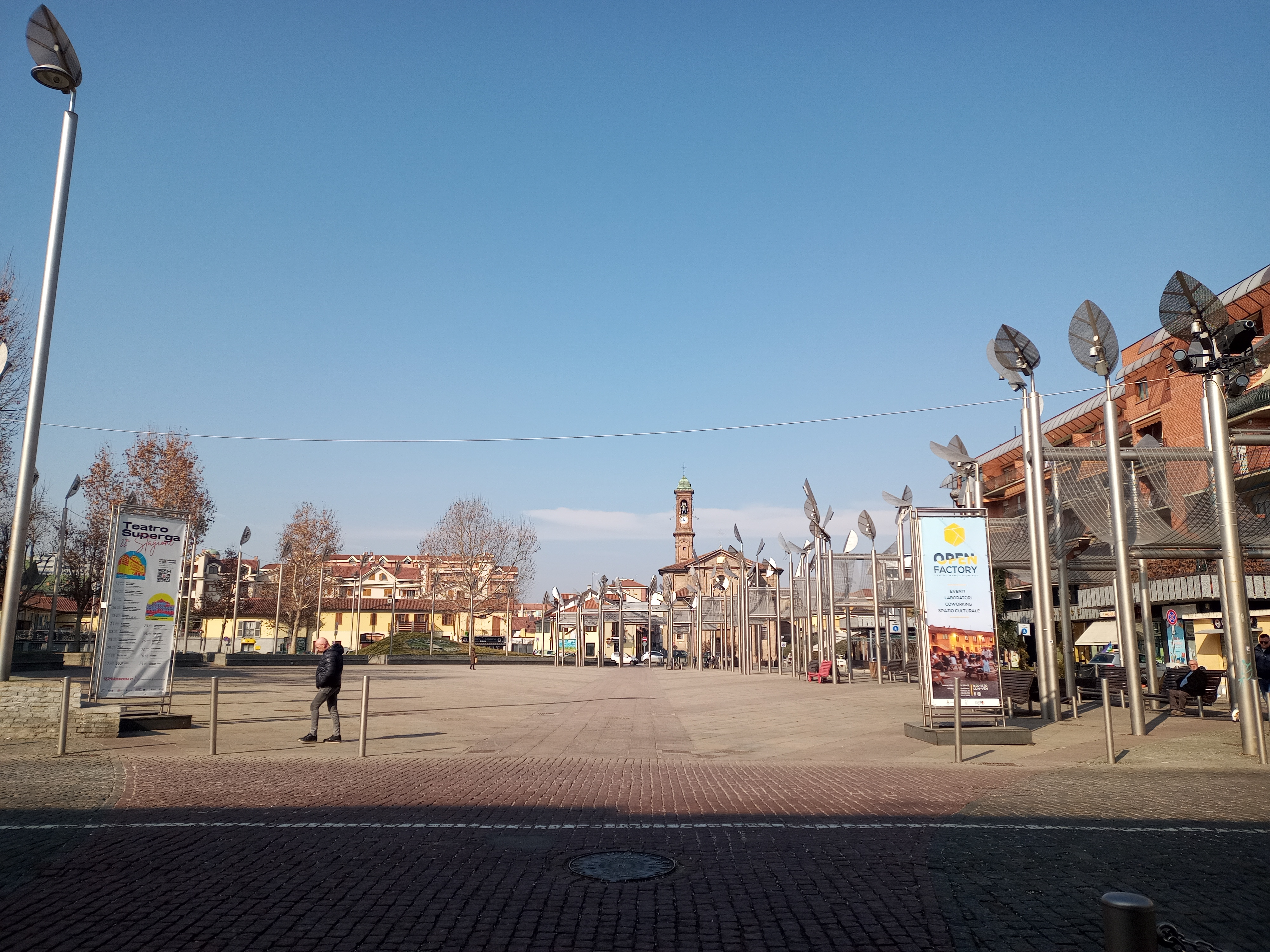
Il centro di Nichelino

### Simboli
Lo stemma e il gonfalone sono stati concessi con decreto del presidente della Repubblica dell'11 settembre 2001.
Lo stemma riprende il blasone dell'antica famiglia piemontese degli Occelli (d'oro, a tre rondini al naturale, 2 e 1) che furono feudatari del luogo.
Il gonfalone è un drappo di giallo con la bordatura di azzurro.

## Monumenti e luoghi d'interesse
- Palazzina di Caccia di Stupinigi nella frazione omonima (già sotto Vinovo fino al 1868 poi sotto Nichelino). Questa imponente opera di interesse storico e artistico fu progettata da Filippo Juvarra e Benedetto Alfieri, Patrimonio dell'Umanità UNESCO dal 1997.
- Palazzo del Municipio, progettato da Amedeo Peyron (1860).
- il Palazzo Occelli (detto anche "Castello"), in zona passaggio ferroviario, che fu la residenza della famiglia omonima. Costruito su fondamenta già esistenti nel 1565, al suo interno si trova la cappella votiva alla Madonna delle Grazie con la prima chiesa di Nichelino del XIII secolo, un'ex sala carrozze, la piscina, il patio ed un parco secolare di circa 35.000 m².
- Oltre al parco del Castello Occelli, Nichelino offre vasti polmoni verdi: già in Torino il Parco Piemonte, il Parco Sangone e il Parco Colonnetti, tutti e tre a Mirafiori Sud; il Parco Miraflores, altrimenti detto il "Boschetto" o Parco dei Partigiani, il più grande della città; il piccolo Parco di Rimembranza di fianco al cimitero; più il Parco delle Vallere al confine con Torino e Moncalieri alla confluenza del Sangone col fiume Po.
- Chiesa parrocchiale in stile barocco piemontese della Santissima Trinità, in via Stupinigi angolo piazzetta San Pio da Pietrelcina, progettata nel 1729 e ultimata soltanto nel 1825 circa.
- Nuova sede della Società Ippica Torinese, di Roberto Gabetti, Aimaro Oreglia d'Isola, realizzata tra il 1959 e il 1960 dalla Zoppoli&Pulcher. Oggi l'edificio, a seguito di un intervento di valorizzazione e recupero, è sede di un’attività di intrattenimento ludico-sportiva nel contesto del parco commerciale "I Viali".
- Murales di grandi dimensioni realizzati nell'ambito del progetto di riqualificazione urbana "Nichelino Lights Up Festival".
  - Il murale di Rejoice si trova tra via Martiri e piazza Camandona ed è stato inaugurato il 28 marzo 2022. L'opera è alta quattro piani ed è stata realizzata dall'artista Giulio Rosk. Rappresenta una bambina originaria del Senegal che guarda verso la città, mentre legge un libro sulla palazzina di caccia di Stupinigi. Nel murale è presente il grano di Stupinigi.
  - Il murale di Piero Angela si trova in via Torino 103 B ed è stata inaugurato il 22 dicembre 2022. L’opera di arte figurativa in iperrealismo è alta due piani ed è stata realizzata dall'artista Davide Andreazza con l’aiuto di Karim Cherif.
  - Il murale di Primo Levi si trova in via Ponchielli all’angolo di via 1º maggio ed è stato inaugurato il 27 gennaio del 2023. L'opera è alta sei piani ed è stata realizzata dall'artista Giulio Rosk.

## Società

### Evoluzione demografica
Nel 1855 il comune aveva una popolazione di 905 persone, che formavano 188 famiglie.
Le forti ondate immigratorie del dopoguerra hanno determinato un raddoppio della popolazione tra gli anni 1951 e 1961 e hanno successivamente triplicato i residenti in un solo decennio, dal 1961 al 1971.
Abitanti censiti

### Etnie e minoranze straniere
Al 31 dicembre 2022 la popolazione straniera era di 2585 persone, pari al 5,5% della popolazione.

## Cultura

### Scuole
Nel comune di Nichelino hanno sede otto scuole primarie, quattro scuole secondarie di primo grado (A. Manzoni, S. Pellico, Martiri della Resistenza di Nichelino e Garino, Montalcini-Moro), due scuole secondarie di secondo grado (liceo "Erasmo da Rotterdam" e liceo "J.C. Maxwell") e due scuole professionali (Enaip Piemonte ed Engim).
Dal 1989 è presente l'Università della Terza Età, conosciuta come UNITRE.

### Biblioteca
La biblioteca civica "Giovanni Arpino" membro del progetto SBAM (Sistema Bibliotecario Area Metropolitana) venne fondata nel 1971, dal 1993 ha sede nel nuovo edificio di 1500 m² in Via Turati. All'interno si trova la ludoteca comunale La Bottega dei Sogni nata nel 1994 che collabora con le scuole e organizza laboratori.

### Librerie
La libreria Il Cammello, fondata dall'ex sindaco della città Angelino Riggio nel 2011, è gestita interamente da volontari e organizza eventi culturali di vario genere.

### Centro culturale giovanile
Inaugurato il 25 aprile del 2014, chiamato "Open Factory" ed intitolato a Marco Fiorindo, giovane musicista nichelinese prematuramente scomparso. Il centro propone varie attività in ambito culturale di cooperazione sociale e aggregative.

### Teatri
Il Cinema-Teatro Superga fu chiuso alla fine degli anni settanta dopo alterne vicende, anche a seguito delle norme di sicurezza imposte successivamente al drammatico incendio del Cinema Statuto di Torino. Ristrutturata e riconvertita in teatro (498 posti con platea più galleria ed il palcoscenico di 150 m²) la struttura venne inaugurata nel 1999, prendendo il nome di Teatro Superga.

### Media

#### Giornali
Nichelino Comunità, nasce nel 1977 (reg. Tribunale di Torino n. 2689/77). Mensile di informazione della comunità cristiana, tiratura 20 000 copie, diretto (dalla nascita a tutt'oggi) dal giornalista Mario Costantino, mentre la figura di vicedirettore è invece ricoperta dal dottor Paolo Bartolomeo Colombo.
Nichelino città, nasce nel 1997 (reg. Tribunale di Torino n. 5032/97). Mensile di informazione della Giunta Comunale, tiratura 24 000 copie, diretto (dalla nascita fino all'inizio del 2020) dal giornalista e scrittore Antonio Infuso, a cui è succeduto il giornalista Gianni Giacobino.

#### Radio
Radio Nichelino Comunità nasce il 15 marzo 1978 su volere del consiglio pastorale della SS. Trinità per raggiungere coloro che non potevano comunicare direttamente con la comunità. È una delle radio più vecchie del Piemonte e copre con le sue frequenze le province di Torino (FM 107,400), Asti e Cuneo.

### Musica
Banda Musicale "Giacomo Puccini" Nichelino APS: Fondata il 15 marzo 1868, la Banda Musicale "Giacomo Puccini" Nichelino APS rappresenta una delle principali associazioni di promozione sociale del territorio nichelinese. L'associazione partecipa attivamente alla vita di Nichelino, accompagnando i cortei durante le celebrazioni istituzionali, gestendo corsi di formazione musicale e organizzando e prendendo parte ad eventi culturali inseriti nella Città metropolitana di Torino, così come in altre città italiane e a Caluire-et-Cuire (Francia) e Victoria (Malta), gemellate con Nichelino.

## Geografia antropica

### Suddivisioni amministrative
La Città è suddivisa come organizzazione territoriale in sette quartieri (tra parentesi l'anno di fondazione):
La città è suddivisa in sette quartieri:
- Sangone-Crociera (1984): comprende l'area di Crociera, accorpata al Sangone nel 2008. Ospita la sede del consiglio comunale e l’anagrafe. Confina con il fiume Sangone e il territorio di Moncalieri, lungo l’argine si trovano spazi verdi destinati ad attività ricreative. Nel quartiere si trovano la parrocchia Maria Regina Mundi, il murale di Rejoice e il Teatro Superga.

- Castello (1986): situato nella parte centrale di Nichelino, è caratterizzato dal borgo storico intorno a via del Castello e dalla presenza del Castello di Nichelino (Palazzo Occelli). Negli anni 1960–1970 si è sviluppato verso via Amendola con edifici di edilizia residenziale pubblica per ospitare operai diretti agli stabilimenti FIAT di Mirafiori. Vi si trovano inoltre il Giardino Valentino Mazzola (detto anche Parco di via Trento), la parrocchia Madonna della Fiducia e la biblioteca comunale “Giovanni Arpino”.

- Juvarra (1992): prende il nome da via Filippo Juvarra. Presenta edifici di recente costruzione e aree verdi, tra cui i giardini di piazza Carlo Alberto dalla Chiesa. È nelle vicinanze di impianti sportivi come il complesso sportivo Giorgio Ferrini, dove gioca il Nichelino Hesperia. Ogni sabato vi si tiene il mercato in piazza Juvarra; nel quartiere sono presenti murales dedicati a Primo Levi e don Lorenzo Milani.

- Boschetto (1992): zona in prossimità del Parco Boschetto (o Miraflores), il più esteso della città. Attraversato da via dei Cacciatori, include piazza Sandro Pertini (attualmente in ristrutturazione) e diverse aree gioco. La comunità locale promuove periodicamente iniziative e incontri di quartiere.

- Oltrestazione (1994): occupa la parte meridionale della città ed è caratterizzato da attività commerciali e di servizio. È contiguo alla stazione ferroviaria SFM2 (collegamento Pinerolo–Torino) e ospita il centro commerciale Mondojuve e strutture sanitarie come la Casa di Riposo “San Matteo”.

- Bengasi (2000): quartiere con un tessuto di associazioni e servizi socio-culturali, tra cui il Centro Anziani “Nicola Grosa” e l’Informagiovani. Al suo interno vi sono aree verdi come i Giardini 2 giugno e il Parco Galimberti, dotati di chiosco. In dicembre 2022 è stato completato su via Torino un murale raffigurante Piero Angela, realizzato da Davide Andreazza e Karim Cherif.

- Kennedy (2006): situato nel settore sud-orientale di Nichelino, è attraversato da viale Kennedy e via Giusti. Il quartiere è caratterizzato principalmente da edifici residenziali di tipo villa.

## Infrastrutture e trasporti
La città è servita dalla Tangenziale Sud di Torino attraverso due svincoli:
- Uscita Stupinigi - Strada Statale 23 del Colle di Sestriere - Palazzina di Caccia di Stupinigi - Torino Corso Unione Sovietica
- Uscita Débouché, sorta in epoca francese come seconda strada di uscita verso Pinerolo, la quale collega anche il vicino Ippodromo di Vinovo ed il centro commerciale Mondojuve.

La stazione di Nichelino è posta sulla linea ferroviaria Torino-Pinerolo, che ferma sul territorio comunale nella stazione lungo la strada per Candiolo.
La vicina Moncalieri, al di là della ferrovia, è accessibile dalla sopraelevata di zona Mongina o dal sottopasso di Via Pastrengo.
Per la linea autobus, la città è servita sia dalla rete suburbana di Torino con le linee 35, 35N, 1 (Urbana di Nichelino), 14, 96 e 39, sia dalla Sadem con le corriere provinciali.
A circa un chilometro e mezzo dal comune (esattamente al confine tra le città di Torino e Moncalieri) si trova la stazione Bengasi della linea 1 della metropolitana di Torino. È possibile raggiungerla tramite la linea autobus 35.

## Amministrazione
| Periodo          | Periodo          | Primo cittadino      | Partito                          | Carica                  | Note          |
| ---------------- | ---------------- | -------------------- | -------------------------------- | ----------------------- | ------------- |
| maggio 1945      | luglio 1945      | Rodolfo Camandona    | CLN                              | Sindaco provvisorio     | [ 23 ]        |
| luglio 1945      | agosto 1946      | Gerolamo Bonetto     |                                  | Sindaco                 | [ 23 ]        |
| agosto 1946      | giugno 1951      | Mario Sorbone        |                                  | Sindaco                 | [ 23 ]        |
| giugno 1951      | dicembre 1960    | Angelo Bauducco      |                                  | Sindaco                 | [ 23 ]        |
| dicembre 1960    | settembre 1970   | Angelo Prato         |                                  | Sindaco                 | [ 23 ]        |
| settembre 1970   | dicembre 1984    | Elio Marchiaro       |                                  | Sindaco                 | [ 23 ]        |
| dicembre 1984    | settembre 1985   | Luciano Braga        |                                  | Sindaco                 | [ 23 ]        |
| settembre 1985   | marzo 1987       | Teodoro Crupi        |                                  | Sindaco                 | [ 23 ]        |
| marzo 1987       | ottobre 1989     | Armelio Vitale       | PSI                              | Sindaco                 | [ 23 ]        |
| ottobre 1989     | ottobre 1992     | Bernardino Mussetto  | DC                               | Sindaco                 | [ 23 ]        |
| ottobre 1992     | aprile 1995      | Angelino Riggio      | Centro-sinistra                  | Sindaco                 | [ 23 ]        |
| 23 aprile 1995   | 12 giugno 2004   | Pier Bartolo Piovano | Coalizione di centro-sinistra    | Sindaco                 | [ 24 ] [ 25 ] |
| 13 giugno 2004   | 8 giugno 2014    | Giuseppe Catizone    | Coalizione di centro-sinistra    | Sindaco                 | [ 26 ] [ 27 ] |
| 9 giugno 2014    | 1º dicembre 2015 | Angelino Riggio      | Liste civiche di centro-sinistra | Sindaco                 | [ 28 ]        |
| 1º dicembre 2015 | 19 giugno 2016   | Enrico Ricci         |                                  | Commissario prefettizio | [ 29 ]        |
| 20 giugno 2016   | 4 ottobre 2021   | Giampiero Tolardo    | Liste civiche di centro-sinistra | Sindaco                 | [ 30 ]        |
| 4 ottobre 2021   | in carica        | Giampiero Tolardo    | Liste civiche di centro-sinistra | Sindaco                 |               |

### Gemellaggi
- Caluire-et-Cuire, dal 2006
- Victoria, dal 2009

### Patti di amicizia
Nichelino ha costituito patti di amicizia con:
- Comune di Papozze in provincia di Rovigo
- Città di Brahin (Bielorussia)

## Sport

### Principali società sportive

#### Calcio
- A.S.D. Nichelino Hesperia - Militante in Prima Categoria
- A.S.D. Onnisport Club 1972 - Militante in Terza Categoria
- Stupinigi FC - Militante in Terza Categoria

Nel comune aveva sede la società di calcio U.S. Nichelino 1929 fondata nel 1929 e rimasta in attività fino al 2012, è stata assorbita dalla Società A.S.D. Nichelino Hesperia 1996.
La squadra di calcio a 5 locale è l'A.S.D. Uniconet Gems Nichelino, fondata nel 2010, partecipa a campionati dilettantistici.
Nel comune è presente una sezione dell'Associazione Italiana Arbitri, nata nel 1986. Nominata secondo il suo fondatore, "Antonio Pairetto", attualmente conta più di 200 associati.

### Nuoto
- A.S.D. Centro Nuoto Nichelino

### Impianti sportivi
- Centro sportivo comunale "Giorgio Ferrini", sede dell'A.S.D. Nichelino Hesperia 1996.[35]
- Impianto sportivo "Gaetano Scirea", sede dell'A.S.D. Onnisport Club 1972.
- Impianto Sportivo "Sebastiano Venere", sede dello Stupinigi FC.
- Piscina comunale, sede dell'A.S.D. Centro Nuoto Nichelino.